# Lophops verschureni
Lophops verschureni är en insektsart som beskrevs av Synave 1962. Lophops verschureni ingår i släktet Lophops och familjen Lophopidae. Inga underarter finns listade i Catalogue of Life.